# 栗原藩

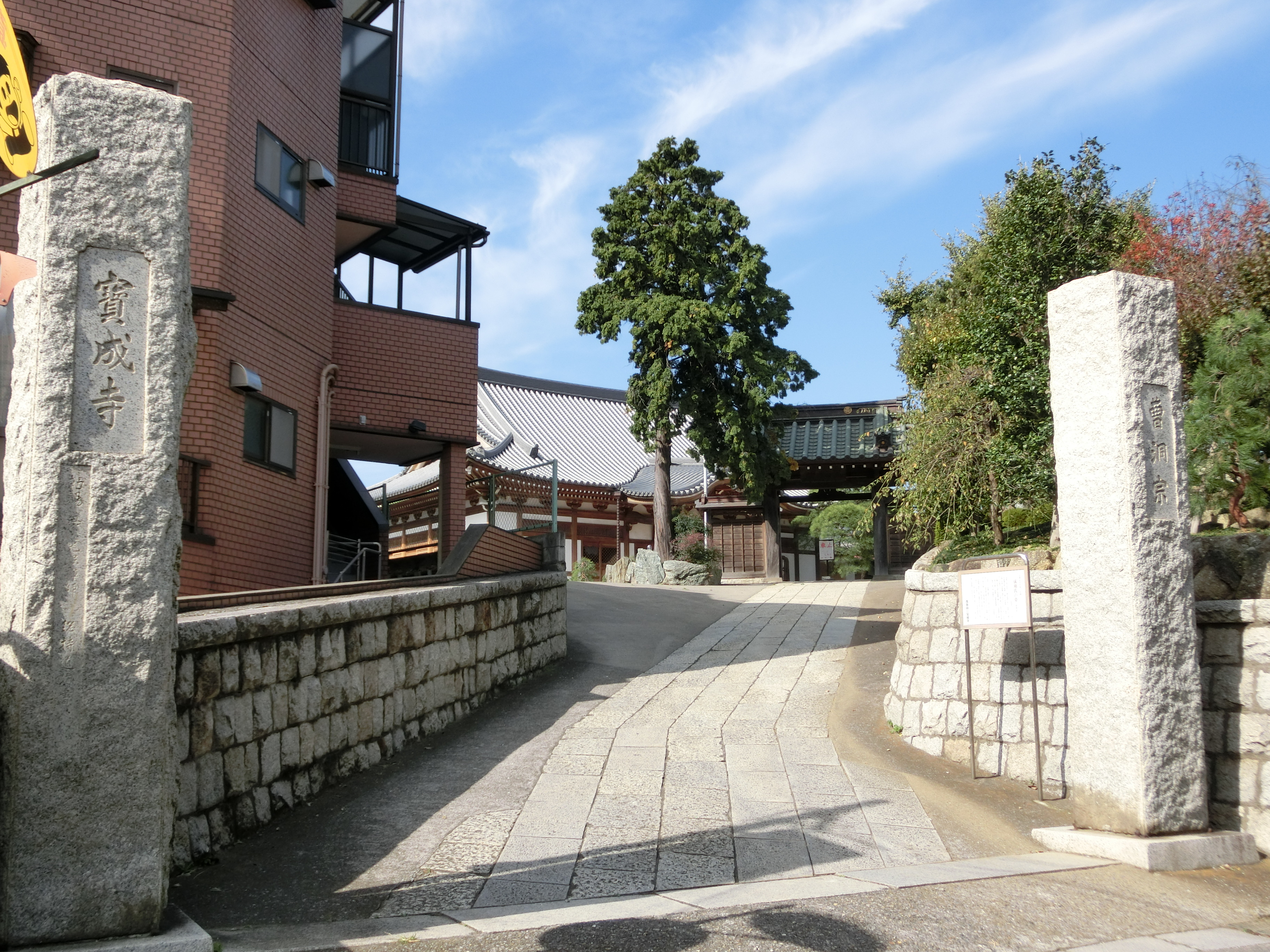
成瀬家の菩提寺・宝成寺（船橋市西船六丁目）。栗原藩2代・3代藩主の墓があるほか、犬山に移った成瀬本家も江戸における葬地の一つとした。

栗原藩（くりはらはん）は、下総国葛飾郡栗原郷（現在の千葉県船橋市西部一帯）を居所として、江戸時代前期に存在した藩。徳川家康の関東入国時に当地で4000石を与えられた成瀬正成が、関ヶ原の合戦後に加増を受けて大名となった。正成が尾張藩御附家老として犬山城に移ると、二男の成瀬之成によって大名の地位が継承される。1638年に無嗣断絶により廃藩。

## 歴史

### 初代藩主・成瀬正成
成瀬正成は幼少期より徳川家康に近侍した人物である。小田原征伐後に徳川家康が関東に入部すると、下総国葛飾郡栗原郷で4000石が与えられた。
慶長5年（1600年）、関ヶ原の戦いの戦功により甲斐国内で2万石、その後三河国加茂郡内（足助）で1万石を加増され、合計3万4000石の大名となった。また、駿府の家康側近として、本多正純・安藤直次とともに年寄衆に任じられた。
『寛政重修諸家譜』（以下『寛政譜』）の記述によれば、正成は慶長12年（1607年）、尾張国清洲藩主となった家康の九男・徳川義直の傅役に任じられ、清洲藩の行政法の制定に従事した後、駿府に戻って従来通り政務にあたった。慶長16年（1611年）、甲斐国内の2万石は尾張国内に移された。
慶長17年（1612年）に平岩親吉が死去すると、成瀬正成が代わって尾張国の国政を沙汰することになった。なお、この慶長17年（1612年）頃より義直は居城を名古屋城に移しており（清洲越し）、名古屋藩（一般に尾張藩と呼ばれる）の藩主となった。

### 正成から之成への継承
元和3年（1617年）、成瀬正成は徳川義直より犬山城を与えられた。
なお、犬山城を与えられた年について、『寛政譜』の成瀬正成の記事では元和2年（1616年）を採用しており、「今の呈譜」では元和3年（1617年）と記している、と注記する。また、成瀬正成が尾張藩御附家老となった年についても、諸書で解釈に違いがある。平岩親吉に代わって尾張藩政を沙汰するようになった慶長17年（1612年）、犬山城を与えられた元和2年（1616年）ないしは元和3年（1617年）などである。
正成の犬山移転に際して、正成の領知3万4000石のうち（尾張国内2万石を除く）下総・三河国内1万4000石が正成の二男・成瀬之成に与えられた。分知の行われた年について、『寛政譜』の成瀬之成の記事では元和2年（1616年）としているが、『成瀬正成公伝』では元和3年（1617年）とする。
之成はこれより先に徳川秀忠に小姓として出仕し、武蔵国幡羅郡で1000石を知行しており、これと併せて1万5000石を領する大名となった。元和9年（1623年）に近江国内で1000石を加増され、栗原藩は1万6000石となった。

### 藩主の急逝・夭折と廃藩
寛永11年（1634年）、之成は徳川家光の上洛に従ったが、39歳で急逝した。同年に生まれた成瀬之虎が家督を相続したが、寛永15年（1638年）に5歳で早世した。栗原藩成瀬家は無嗣断絶となった。

## 歴代藩主

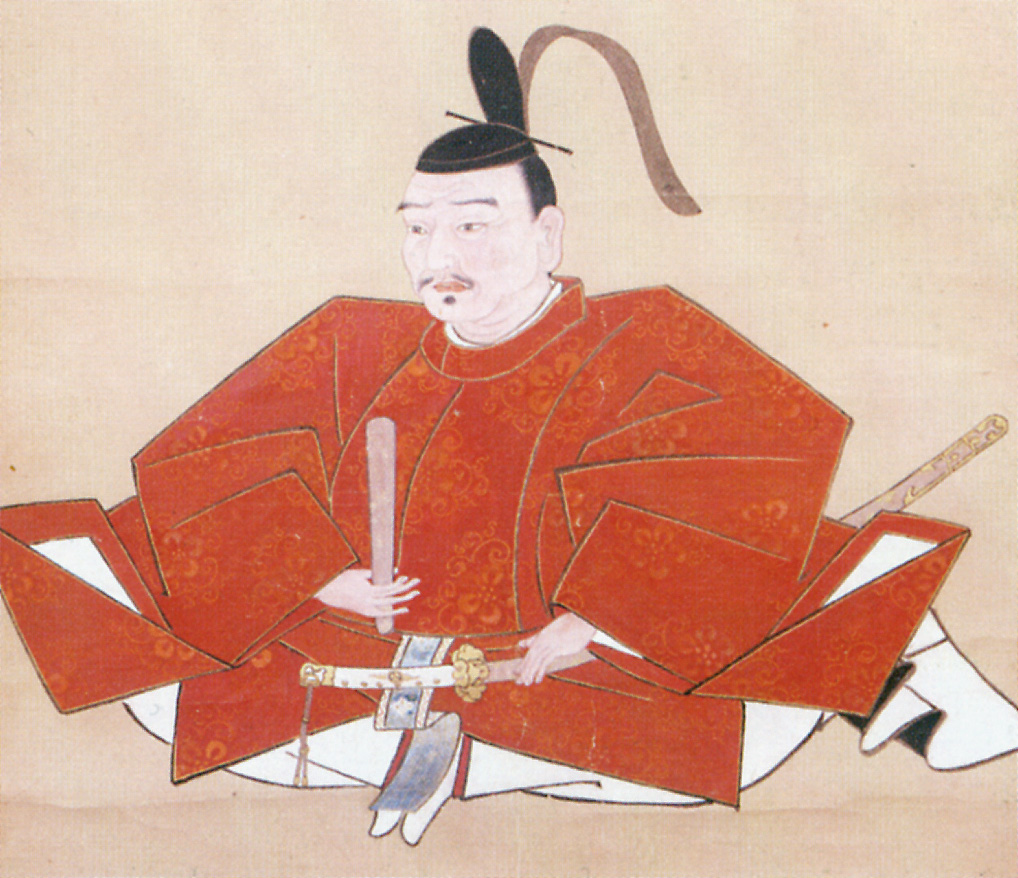
初代藩主・成瀬正成

成瀬家
譜代。3万4000石→1万5000石→1万6000石。
| 代 | 氏名                     | 官位            | 在職期間                            | 享年 | 備考                                                                           |
| -- | ------------------------ | --------------- | ----------------------------------- | ---- | ------------------------------------------------------------------------------ |
| 1  | 成瀬正成 なるせ まさなり | 従五位下 隼人正 | 慶長5年 - 元和3年 1600年 - 1617年   | 59   | 元和3年（1617年）、犬山城主として転出 ※転出を元和2年（1616年）とする記述もある |
| 2  | 成瀬之成 なるせ ゆきなり | 従五位下 伊豆守 | 元和3年 - 寛永11年 1617年 - 1634年  | 39   | 初代藩主・正成の二男 ※襲封を元和2年（1616年）とする記述もある                  |
| 3  | 成瀬之虎 なるせ ゆきとら | ―               | 寛永11年 - 寛永15年 1634年 - 1638年 | 5    | 2代藩主・之成の二男 無嗣により断絶                                             |

## 領地

### 栗原郷
藩政については史料に乏しく、支配地域の村々の状況ははっきりしない。『成瀬正成公伝』によれば、御舘村（本郷村）、寺内村、小作村、印内村、二子村、山野村、二又村、大野村、菅野村が支配地であった。二又村・大野村・菅野村が現在の市川市域にあるほかは、現在の船橋市域にある。本郷村（現在の西船5丁目・6丁目から本郷町）は栗原郷の中心部であったとされ、宝成寺（後述）も本郷村に所在する。
陣屋の所在地は判明していない。かつて千葉氏・高城氏の支城であった小栗原城、あるいは成瀬氏の菩提寺であった宝成寺の周辺（船橋市西船から本中山一帯）のどこかに存在したものと推定されている。千葉県教育振興財団の『房総における近世陣屋』は、須田茂『房総諸藩録』の記述をもとに延宝6年（1678年）の検地帳に屋敷跡の記載が見られると紹介しており、西船6丁目（かつての本郷村）の宝成寺北西付近を所在地として図示している。
宝成寺は成瀬氏の菩提寺である。寺の由緒によれば、もともとあった「法城寺」を正成が菩提所に定めた際、「法」の字を「宝」に、「城」の字を成瀬氏の「成」に改めたという。成瀬正成は宝成寺において荼毘に付され、のちに日光に改葬された。同寺には成瀬之成・之虎親子の墓や、正成室（森川氏俊の娘）、之成継室（片桐且元の娘）、之成に殉死した家臣3人の墓などがある。また、犬山成瀬家は宝成寺を葬地の一つとしており、犬山7代城主・成瀬正壽らが葬られている。これら成瀬一族関係の墓が20基あまり存在しており、船橋市の文化財に指定されている。
京成西船駅付近（印内一丁目）に「成瀬地蔵」と呼ばれる地蔵がある。現地では「成瀬之成が宇都宮釣天井事件に連座して切腹したため、その供養のために造立された」という伝承があったというが、史実としては疑わしい（本多正純の改易は元和8年（1622年）、成瀬之成の死は寛永11年（1634年）である）。銘文によれば、この地蔵は貞享4年（1687年）に印内村の名主や念仏講連衆の女性たちによって造立されたものである。船橋市西図書館郷土資料室は、早世した子らの供養のために造立された地蔵が、夭折した成瀬之虎と結びつけられたかもしれないとしつつ、実際のところは不明であると記している。